# Уметбаєво (Стерлібашевський район)
Уметба́єво (рос. Уметбаево, башк. Өмөтбай) — присілок у складі Стерлібашевського району Башкортостану, Росія. Входить до складу Сарайсінської сільської ради.
Населення — 113 осіб (2010; 104 в 2002).
Національний склад:
- башкири — 97%

## Видатні уродженці
- Хасанов Сафа Хузянович — Герой Радянського Союзу.